# وویشکی (شهرستان بیاوستوک)
وویشکی (به لاتین: Wojszki) یک روستا در لهستان است که در گمینا یوخنوویتس کوشچیلنه واقع شده‌است.